# Mark Levin
Ne doit pas être confondu avec Marc Levin.
Mark Reed Levin (né le 21 septembre 1957, Philadelphie, Pennsylvanie) est un avocat, écrivain et animateur de radio conservateur américain.

## Ouvrages
- 2005: Men In Black: How The Supreme Court Is Destroying America[2]
- 2007: Rescuing Sprite: A Dog Lover's Story of Joy and Anguish
- 2009: Liberty and Tyranny: A Conservative Manifesto
- 2012: Ameritopia: The Unmaking of America
- 2013: The Liberty Amendments: Restoring the American Republic
- 2015: Plunder and Deceit: Big Government's Exploitation of Young People and the Future
- 2017: Rediscovering Americanism: And the Tyranny of Progressivism
- 2021: American Marxism
- 2023: The Democrat Party Hates America